# مقهى لاريجونس
مقهى لاريجونس كـان مقهى في باريس ومركز الشطرنج في فرنسـا وأروبا من 1681 حتى 1910 حيث كان يقصده أمهر اللاعبين المحترفين في الشطرنج ليتنافسوا به.
من بين اللاعبين المشهورين الذين لعبوا هناك: ليغال دو كورمور، فرانسوا فيليدور والذي كان يلتقي غالبا مع بنجامين فرانكلين، بول مورفي، أدولف أندرسن، جول أرنوس دي ريفيار وصامويل روزنتال.

## تاريخ
من أقدم المقاهي في باريس واقد افتتح أبوابه تحت اسم «مقهى مكان القصر الملكي» في باريس سنة 1681 وفي 1715 تغير اسمه إلى مقهى لاريجونس وفي 1852 وأثناء إعادة ترتيب القصر الملكي انتقل مؤقتا إلى فندق دودون في شارع ريشوليو، في 1854 انتقل المقهـى إلى 161 شارع سانت هونوري وبقي هنالك حتى أصبح مطعما في 1910. بعدها انتقل لاعبو الشطرنج إلى مقهى لينيفارس في 1916 للعب هناك وشغـل المكتب المغربي للسياحة مكانه في 1918.

## معلومات إضافية
في عقد 1840 أصبح وجهة لاعبي الشطرنج الباريسيين الذين كانوا يلتقون من قبل في مقهى بروكوب في شارع لونسيان كوميديا، وكان من رواد المقهى المعتادين مشاهير مثل ديدرو، روسو، فيليدور، نابليون بونابارت وبنجامين فرانكلين وكذلك أساتذة الشطرنج المشهورون مثل ليغال دو كورمور ولاحقا ليونيل كيسوريتزكي ودانيال هارويتز.
- بطولة باريس الكبرى 1867 التي فاز بها إيغنتز فو كوليش متفوقا على سيمون ويناوير وويليام شتاينيتز لعبت هناك.
- رواية جمعية الهواة مبنية على أحداث هناك.
- في 1742 الكاتب والفيلسوف الفرنسيان المشهوران ديديرو و روسو التقيا هناك.[2]
- التقى كارل ماركس الفيلسوف فريدريش إنغلس في هذا المقهى في 28 أوت 1844 [3]

## مباريات مشهورة

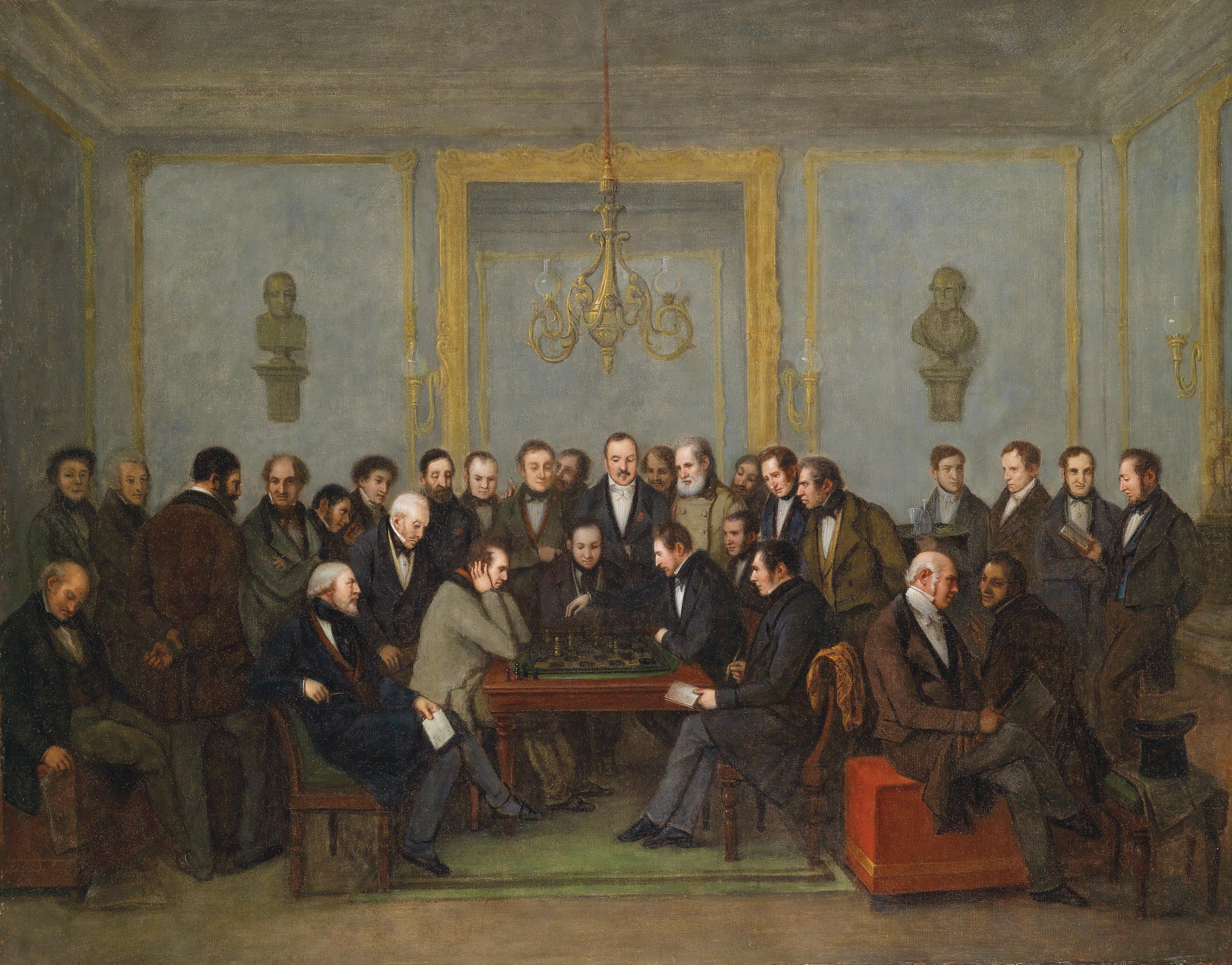
المباراة المشهورة بين هاورد ستونتن وبيار سانت أمو في 16 ديسمبر 1843 بواسطة جين هنري مارلت.
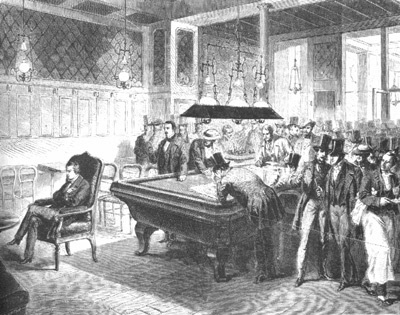
مورفي وهو يلعب في باريس الشطرنج في معرض متزامن دون نظر في مقهى لاريجونس..